# Vanessa Lee Chester
Vanessa Lee Chester (Brooklyn, Nueva York, 2 de julio de 1984) es una actriz estadounidense de ascendencia guyanesa. Comenzó su carrera como actriz infantil en las películas A Little Princess (1995) y Harriet the Spy (1996), antes de su participación en The Lost World: Jurassic Park (1997) de Steven Spielberg, que se convirtió en el papel más reconocido de su carrera.

## Biografía
Chester nació el 2 de julio de 1984 en Brooklyn, Nueva York, de padres guyaneses que inmigraron a los Estados Unidos. En su infancia, se mudó con su madre a Los Ángeles, California, donde comenzó a aparecer en anuncios de televisión.
Chester hizo su debut cinematográfico en la comedia CB4 (1993), protagonizada por Chris Rock. Al año siguiente, apareció en un papel secundario en la película A Little Princess (1995) de Alfonso Cuarón. En 1996, apareció junto a Michelle Trachtenberg como Janie en la película de Nickelodeon Harriet the Spy, que fue un éxito moderado en taquilla. Al año siguiente, fue elegida para el papel principal de Kelly en The Lost World: Jurassic Park (1997), de Steven Spielberg, interpretando a la hija de Ian Malcolm (Jeff Goldblum). La película fue un éxito de taquilla, recaudando más de 600 millones de dólares en todo el mundo. Posteriormente, Chester trabajó principalmente en televisión, haciendo apariciones especiales en Malcolm in the Middle y The West Wing. Fue nominada a un premio Saturn (The Lost World: Jurassic Park), un premio Image (The Lost World: Jurassic Park), un premio Young Artist (A Little Princess) y ganó el premio Young Artist a la mejor interpretación en un largometraje: actriz de reparto joven (Harriet The Spy). A principios de 2012, Chester comenzó a trabajar en una película sin nombre de Ty Hodges.

## Filmografía

### Películas
| Año  | Título                        | Papel               | Notas                    |
| ---- | ----------------------------- | ------------------- | ------------------------ |
| 1993 | CB4                           | Talona              |                          |
| 1995 | A Little Princess             | Becky               |                          |
| 1996 | Harriet the Spy               | Janie Gibbs         |                          |
| 1997 | The Lost World: Jurassic Park | Kelly Curtis        |                          |
| 1999 | She's All That                | Amiga de Melissa    |                          |
| 2000 | Stepsister from Planet Weird  | Michelle            | Película para televisión |
| 2000 | Dreams in the Attic           | Angel               | Película para televisión |
| 2006 | The Shift                     | Hija                | Cortometraje             |
| 2008 | Extreme Movie                 | Charlotte           |                          |
| 2009 | 17 otra vez                   | Animadora           |                          |
| 2011 | Reconstruction                | Leonor              | Película para televisión |
| 2014 | The Costume Shop              | Joven Janie         |                          |
| 2014 | The Arrangement               | Emily Myers-Stanley | Cortometraje             |
| 2015 | Fated                         | Eliza               | Cortometraje             |

### Televisión
| Año       | Título                                          | Papel                     | Notas                                                |
| --------- | ----------------------------------------------- | ------------------------- | ---------------------------------------------------- |
| 1992      | Hangin' with Mr. Cooper                         | Stephanie                 | 1 episodio                                           |
| 1994      | Me and the Boys                                 | Renee                     | 2 episodios                                          |
| 1997      | Happily Ever After: Fairy Tales for Every Child | Chica en la escuela #3    | 1 episodio                                           |
| 1997      | Promised Land                                   | Emily Dixon               | 2 episodios                                          |
| 1999      | Get Real                                        | Rude Girl                 | 1 episodio                                           |
| 1999-2000 | Once and Again                                  | Annie                     | Papel recurrente: temporada 1, invitada: temporada 2 |
| 2002      | Family Law                                      | Chica #1                  | 1 episodio                                           |
| 2002      | Malcolm in the Middle                           | Estudiante #3             | 1 episodio                                           |
| 2004      | Crossing Jordan                                 | Andrea                    | 1 episodio                                           |
| 2005      | Without a Trace                                 | Dori                      | 1 episodio                                           |
| 2006      | The West Wing                                   | Joven Votante #2          | 1 episodio                                           |
| 2006      | Veronica Mars                                   | Maureen                   | 1 episodio                                           |
| 2006      | Justice                                         | Jueza                     | 1 episodio                                           |
| 2010      | Lone Star                                       | Tamar Wilson              | 1 episodio                                           |
| 2011      | 9ine                                            | Candace                   | 1 episodio                                           |
| 2011      | Switched at Birth                               | Lizzy                     | 1 episodio                                           |
| 2012      | How I Met Your Mother                           | Mia                       | 1 episodio                                           |
| 2013      | Welcome to Sanditon                             | Letitia "Griff" Griffiths | 4 episodios                                          |
| 2015      | Scorpion                                        | Secretaria                | 1 episodio                                           |
| 2016      | Ladies Like Us: The Rise of Neighborhood Watch  | Natalia                   | 1 episodio                                           |
| 2021      | Summer Camp Island                              | Nancy (voz)               | 1 episodio                                           |